# UFC 146
UFC 146: dos Santos vs. Mir fue un evento de artes marciales mixtas celebrado por Ultimate Fighting Championship el 26 de mayo de 2012 en el MGM Grand Garden Arena, en Las Vegas, Nevada.

## Historia
La cartelera principal de este evento estuvo compuesta por peleas de pesos pesados.
Frank Mir tuvo una racha de tres peleas con victorias y fue previo a este evento, incluyendo una victoria por sumisión sobre Antônio Rodrigo Nogueira, amigo y mentor de Junior dos Santos, en UFC 140. Esta sería la primera defensa del campeón brasileño dos Santos desde que noqueó a Velásquez en noviembre del año pasado, en UFC on Fox 1.
UFC Primetime regresó a promover el Campeonato Peso Pesado de UFC entre Mir y dos Santos. El campeonato de peso pesado en UFC 146 fue la pelea estelar de la cartelera principal, que por primera vez en la historia de UFC tenía todos los combates de peso pesado.
Evan Dunham se espera hacer frente a Edson Barboza en el evento. Sin embargo, Dunham fue forzado a dejar el evento con una lesión y fue reemplazado por el que sería el regreso del veterano Jamie Varner.
Mark Hunt fue originalmente programado para hacer frente a Stefan Struve en la tarjeta principal. Sin embargo, el 17 de mayo de 2012, Hunt, se retiró de la pelea debido a una lesión y fue reemplazado por Lavar Johnson.

## Resultados
1. ↑  Por el Campeonato de Peso Pesado de UFC.

## Premios extra
Cada peleador recibió un bono de $70,000.
- Pelea de la Noche: No se entregó.
- KO de la Noche:  Roy Nelson y Dan Hardy
- Sumisión de la Noche:  Stefan Struve y Paul Sass